# Riccardia crassa
Riccardia crassa là một loài rêu trong họ Aneuraceae. Loài này được Schwägr. Carrington & Pearson mô tả khoa học đầu tiên năm 1888.